# Murakami Takeyoshi
Murakami Takeyoshi (村上武吉?; 1533 – 15 settembre 1604) è stato un samurai giapponese del periodo Sengoku servitore del clan Mōri.

## Biografia
Takayoshi proveniva da una famiglia che era stata, ad un certo punto, quella che equivaleva ai pirati del mare interno di Seto. 
Il clan Murakami della regione di Chūgoku, che era diviso in tre rami, passò sotto il controllo del clan Mōri intorno al 1550 e furono determinanti nella vittoria del 1555 nella battaglia di Miyajima. Takayoshi divenne il comandante della flotta dei Mōri e sconfisse le forze navali Oda nella prima battaglia di Kizugawaguchi (1576). Nella seconda battaglia di Kizugawaguchi (1578) tuttavia la flotta di Takayoshi fu sconfitta da pesanti navi da guerra costruite appositamente per tagliare le linee di rifornimento navali all'Ishiyama Hongan-ji. 
Takayoshi era subordinato a Kobayakawa Takakage.